# Hanagal, Molakalmuru
Hanagal là một làng thuộc tehsil Molakalmuru, huyện Chitradurga, bang Karnataka, Ấn Độ.